# Oed (Bergen)
Oed ist ein Ortsteil der Gemeinde Bergen im oberbayerischen Landkreis Traunstein. Der Weiler liegt circa eineinhalb Kilometer nordöstlich von Bergen und ist über die Kreisstraße TS 5 zu erreichen.

## Bevölkerungsentwicklung
| Jahr      | 1871 | 1925 | 1950 | 1970 | 1987 |
| Einwohner | 8    | 19   | 20   | 21   | 28   |

## Baudenkmäler
Siehe auch: Liste der Baudenkmäler in Oed
- Kapelle, erbaut 1865
- Bildstock, wohl 17. Jahrhundert